# Новогорск
Новогорск — микрорайон в составе города Химки Московской области. До 2004 года — посёлок в составе Химкинского района.
Население посёлка по переписи 2002 года составляло 2764 человек.
В микрорайоне застраивается жилой комплекс «Олимпийская деревня Новогорск».

## История
На территории современного пансионата «Новогорск» в старину располагалось село Соколово, известное с XVI века. Дворянская усадьба Хилковых, с 1638 года — Леонтьевых, с начала XVIII века — Зыбиных (при которых в 1722 году в селе была построена церковь Пресвятой Богородицы), с середины — XVIII века — Дивовых. В 1845—1846 годах в Соколово жил и работал известный русский писатель и публицист Александр Герцен, а также переводчик и врач Н. Кетчер и публицист Н. Огарёв.
После Октябрьской революции в Соколово был организован совхоз, церковь была закрыта и прекратила своё существование. В середине 1930-х годов на месте бывшей усадьбы были открыты два дома отдыха — «Новогорск» и «Нагорное», находившиеся в ведении НКВД, а затем ЦК и СНК.
В конце 1930-х годов возник поселок Новогорск.
В июле 2004 года посёлок был упразднён и включён в черту пгт Новоподрезково, затем в августе 2004 года последний вместе с Новогорском был присоединён к городу Сходне, а в сентябре 2004 года уже город Сходня вошёл в состав города Химки.
В рамках администрации городского округа Химки образовано территориальное управление микрорайонов Новогорск-Планерная.